# William Anson
William Reynell Anson (Walberton, 14 novembre 1843 – Oxford, 4 giugno 1914) è stato un giurista inglese.
Docente a Oxford dal 1874, dal 1902 fu segretario parlamentare per l'Educazione. Sue sono le opere The principles of the English law of contract (1879) e The law and custom of the Constitution (1892).